# Marwane Khelif
Marwane Khelif (en arabe : مروان خليف) est un footballeur algérien né le 8 février 2000 à Béchar en Algérie. Il évolue au poste d’arrière gauche au MC Alger.

## Biographie
Le 30 janvier 2021, il fait ses débuts professionnels en faveur du JS Saoura, en disputant toute la rencontre contre le MC Oran (défaite 2-1).
Le 16 octobre 2021, il joue ses premières minutes en compétition africaine, contre l’ASAC Concorde, lors du tour préliminaire de la Coupe de la confédération 2021-2022.
Le 2 avril 2022, il est convoqué pour la première fois par Madjid Bougherra en équipe d’Algérie A' pour disputer une double confrontation amicale contre l’équipe du Togo pour préparer le Championnat d'Afrique des nations de football 2022.

## Statistiques

### En club
| Saison                | Club                  | Championnat           | Championnat | Championnat | Championnat | Coupe(s) nationale(s) | Coupe(s) nationale(s) | Coupe(s) nationale(s) | Supercoupe | Supercoupe | Supercoupe | Compétition(s) continentale(s) | Compétition(s) continentale(s) | Compétition(s) continentale(s) | Compétition(s) continentale(s) | Total | Total | Total |
| Saison                | Club                  | Division              | M.          | B.          | P.d.        | M.                    | B.                    | P.d.                  | M.         | B.         | P.d.       | Comp.                          | M.                             | B.                             | P.d.                           | M.    | B.    | P.d.  |
| 2020-2021             | JS Saoura             | Ligue 1               | 20          | 0           | 0           | 1                     | 0                     | 0                     | -          | -          | -          | -                              | -                              | -                              | -                              | 21    | 0     | 0     |
| 2021-2022             | JS Saoura             | Ligue 1               | 24          | 0           | 4           | -                     | -                     | -                     | -          | -          | -          | CAF2                           | 9                              | 0                              | 0                              | 33    | 0     | 4     |
| 2022-2023             | JS Saoura             | Ligue 1               | 19          | 0           | 3           | -                     | -                     | -                     | -          | -          | -          | -                              | -                              | -                              | -                              | 19    | 0     | 3     |
| 2023-2024             | JS Saoura             | Ligue 1               | 25          | 2           | 1           | 1                     | 0                     | 0                     | -          | -          | -          | -                              | -                              | -                              | -                              | 26    | 2     | 1     |
| Sous-total            | Sous-total            | Sous-total            | 88          | 2           | 8           | 2                     | 0                     | 0                     | -          | -          | -          | -                              | 9                              | 0                              | 0                              | 99    | 2     | 8     |
| 2024-2025             | MC Alger              | Ligue 1               | 22          | 0           | 2           | 1                     | 0                     | 0                     | 1          | 0          | 0          | CAF                            | 2                              | 0                              | 0                              | 26    | 0     | 2     |
| Total sur la carrière | Total sur la carrière | Total sur la carrière | 110         | 2           | 10          | 3                     | 0                     | 0                     | 1          | 0          | 0          | -                              | 11                             | 0                              | 0                              | 125   | 2     | 10    |

## Palmarès

### Palmarès en club
| MC Alger (2)                                                                      |
| --------------------------------------------------------------------------------- |
| - Ligue 1 (1) : - Champion : 2025 - Supercoupe d'Algérie (1) : - Vainqueur : 2024 |